# Chalezowo (rejon susaniński)
Chalezowo (ros. Халезово) – wieś (dieriewnia) w Rosji, w obwodzie kostromskim, w rejonie susanińskim. W 2010 liczyła 3 mieszkańców.